# Come un Pierrot/La valigia blu
Come un Pierrot/La valigia blu è il 19° 45 giri di Patty Pravo, pubblicato nel 1974 dalla casa discografica RCA.

## Accoglienza
Il singolo raggiunse l'ottava posizione della hit-parade e risultò il 72° più venduto del 1974.

## I brani

### Come un Pierrot
Il brano venne scritto da Maurizio Monti e Giovanni Ullu e arrangiato da Luis Bacalov. Alla Pravo non piacque più di tanto; infatti, per la promozione dell'album, scelse il brano La valigia blu, appartenente al lato B del 45 giri:
Il brano fu incluso nell'album Mai una signora. Nel 1974 il cantante Ivan Graziani ne incise una cover solo strumentale (in cui suona la chitarra), che incluse nel suo terzo album Tato Tomaso's Guitars.

### La valigia blu
La canzone è stata scritta da Maurizio Monti e Giovanni Ullu. Il brano fu incluso nell'album Mai una signora e utilizzato come promozionale per lo stesso. Nel mese di maggio del 1974 fu anche la sigla finale della trasmissione radiofonica Gran varietà, dove era ospite fissa.

## Tracce
Lato A
1. Come un Pierrot - 4:32

Lato B
1. La valigia blu - 3:14